# Saittajärvi (sjö i Finland, Norra Savolax)
Saittajärvi är en sjö i Finland. Den ligger i kommunen Kuopio i landskapet Norra Savolax, i den centrala delen av landet, 300 km norr om huvudstaden Helsingfors. Saittajärvi ligger 116,5 meter över havet. I omgivningarna runt Saittajärvi växer i huvudsak blandskog. Den är 14 meter djup. Arean är 7,92 kvadratkilometer och strandlinjen är 63 kilometer lång. Sjön  ingår i Kymmene älvs huvudavrinningsområde. 